# Golf With Your Friends
Golf With Your Friends je nenáročná sportovní singleplayer a multiplayer videohra z roku 2020, kterou vyvinulo australské studio Blacklight Interactive a vydala společnost Team 17. Spuštěna byla v lednu 2016 v režimu předběžného přístupu a plně vydána byla oficiálně v květnu 2020 pro Windows, PlayStation 4, Xbox One a Nintendo Switch. V dubnu 2022 vyšla rovněž pro streamovací službu Google Stadia.
V prosinci 2024 bylo oznámeno, že v přípravě je rovněž druhý díl série s titulem Golf With Your Friends 2.

## Hratelnost
Hra umožňuje až 12 hráčům hrát golf na třinácti různých mapách, přičemž každá mapa má celkem 18 jamek, celkem tedy obsahuje 234 jamek. Hra nicméně umožňuje úpravy jednotlivých map komunitou. Ve videohře se nacházejí také dvě tematické mapy založené na videohrách The Escapists a Worms.

## Vývoj
Hra byla vyvinuta studiem Blackbird Interactive se sídlem v Brisbane v Austrálii. Studio má přitom pouze tři zaměstnance. Vydavatelem hry se stala britská videoherní společnost Team17. V předběžném přístupu byla hra vydána 30. ledna 2016, v plnohodnotné verzi pak 19. května 2020.

## Ohlasy
Podle agregátoru recenzí Metacritic hra obdržela smíšené až průměrné recenze, nicméně jiní recenzent hru hodnotili veskrze pozitivně, přičemž hlavním terčem kritiky byla problematická ovladatelnost videohry nebo některé chyby, které se ve hře po vydání nacházely. Pozitivně byla hodnocena herní fyzika, unikátnost konceptu videohry a profesionálně nadesignované mapy.
V Česku byla videohra na začátku roku 2025 populární mezi streamery jako HaiseT, FlyGunCZ nebo Herdyn.